# Le Dernier des peaux-rouges
Pour plus de détails, voir Fiche technique et Distribution.
Le Dernier des peaux-rouges (Last of the Redmen) est un film américain réalisé par George Sherman, sorti en 1947. Il s'agit d'une adaptation du roman Le Dernier des Mohicans de James Fenimore Cooper.

## Fiche technique
- Titre original : Last of the Redmen
- Titre français : Le Dernier des peaux-rouges
- Réalisation : George Sherman
- Scénario : Herbert Dalmas et George H. Plympton (en) d'après Le Dernier des Mohicans de James Fenimore Cooper
- Photographie : Ray Fernstrom et Ira H. Morgan
- Montage : James Sweeney (en)
- Production : Sam Katzman
- Pays de production: États-Unis
- Format : Couleurs - 1,37:1
- Genre : western
- Durée : 79 minutes
- Date de sortie : 1947

## Distribution
- Jon Hall : Duncan Heyward
- Michael O'Shea : Hawk-Eye / Natty Bumpo
- Evelyn Ankers : Alice Munro
- Julie Bishop : Cora Munro
- Buster Crabbe : Magua
- Rick Vallin : Uncas
- Robert 'Buzz' Henry (en) : Davy Munro